# 하시다 노리히코와 슈베르츠
하시다 노리히코와 슈베르츠(일본어: はしだのりひことシューベルツ)는 더 포크 크루세이더즈의 하시다 노리히코가 1968년 후반 결성한 칼리지 포크 그룹이다. 데뷔 싱글 「바람」이 대히트한 것으로 유명하다. 
이름의 “슈베르츠”란 슈베르트와 shoe belts(구두끈)를 중의적으로 걸친 것이다.